# ویلیام بتون لیندسی
ویلیام بتون لیندسی (انگلیسی: William Bethune Lindsay; ۳ اکتبر ۱۸۸۰ – ۲۷ ژوئن ۱۹۳۳) فرد نظامی اهل کانادا بود. وی همچنین برندهٔ جوایزی همچون نشان حمام شده‌است.